# Замок (городище)
Городище «Замок» — пам'ятка археології національного значення, охоронний № 200027-Н, взятий під охорону держави Постановою КМУ № 928 від 03.09.2009.

## Датування
Середина VIII—XVIII ст.

## Площа
Майданчик городища = 0,7 га.

## Розташування
На південній околиці с. Городнє Краснокутського району Харківської області, в урочищі Замок, на окремому узвишші, над заплавою правого берега р. Мерла (у місці впадіння в неї її лівої притоки р. Мерчик).

## Історія дослідження
Вперше городище Городне і старе городище згадує архієпископ Філарет в XIX ст. В 1920-тих рр. українськими археологами було відкрите і описане городище ранньої залізної доби. В 1960-х роках тут проводив свої дослідження Борис Шрамко. Під час розвідок він створив план городища. В 1973-77 рр. в селі Городне вела робити донецька дослідниця Алла Моруженко. Під час цих досліджень було знайдено і частково досліджено селище словяно-руських часів із відкладенням роменської культури та часів Київської Русі. Саме нею були проведені перші розкопки, вона дослідила конструкцію оборонного валу та розкопала незначну частину двору. Також велику увагу присвятила дослідженню курганного могильника. І останні роботи на городищі, які мали рятівний характер, були проведені в 2002 р. Середньовічною археологічною експедицією ХНПУ імені Г. С. Сковороди під керівництвом В. В. Колоди.

## Опис
Форма городища — округла, розміщується зі східного боку від шосе Краснокутськ—Харків. Городище з усіх боків оточене валом. Вхід до нього розташований з південного боку (від селища).
У давньоруському культурному шарі потужністю 0,2 виявлені різноманітні матеріали. В передматериковому шарі зустрічаються артефакти роменської археологічної культури (серед. VIII—X ст.). Переважна більшість матеріалів належить до часів давньоруської держави (XI—XIII ст.) та часів заселення Слобожанщини (II пол. XVII—XVIII ст.). Серед матеріалів давньоруського часу переважають уламки гончарних кухонних горщиків; тут також виявлено чимало залізних наконечників стріл, бронзових прикрас та оздоблення одягу. Пізнє середньовіччя представлено уламками розфарбованих горщиків, глиняних кахлів, залізними цвяхами та свинцевими кулями.
Матеріали з розкопок зберігаються в музеї історії ХНПУ ім. Г. С. Сковороди та в Донецькому національному університеті.
Крім того, в різні часи, місцевими жителями було знайдено чотири візантійські монети, які були передані до тоді ще Пархомівського історико-краєзнавчого музею (зараз Пархомівський художній музей ім. П. Ф. Луньова). До 1977 р. вони знаходились тут, а після пограбування їх доля стала не відома.

## Сучасне використання
Частина городища вкрита молодим лісом та зайнята городами;  решта території — задернована.